# Богословски факултет (Софийски университет)
Богословският факултет е основно структурно звено в Софийския университет „Свети Климент Охридски“, основано през 1923 г. В продължение на 40 години (1951 – 1991) е самостоятелно висше училище в София.
В историческата сграда на факултета днес се помещават действащ храм-параклис „Свети Климент Охридски“, църковна библиотека и Църковен историко-археологически музей при Св. Синод. Намира се на адрес: София 1000, пл. „Света Неделя“ 19.

## История
Факултетът е създаден през 1923 г. и бързо се превръща в голям център за богословско образование.
През 1951 г. по идеологически съображения, наложени от атеизма на водещата управляваща БКП, с постановление на Народното събрание Богословският факултет е отделен от Софийския университет и обособен като висше духовно училище с името Духовна академия „Св. Климент Охридски“ под ведомството на Светия Синод на Българската православна църква. В този период основната специалност „Теология“ съществува под названието „Богословие“.
През юли 1991 г. ръководството на Софийския университет отправя покана към тогавашната Духовна академия отново да стане факултет към Университета, което е прието и се извършва по съответния ред още същия месец.

## Сграда
До началото на 1900 г. тук се намирала камбанарията на „Св. Неделя“ с камбаните, подарени от княз Александър Дондуков-Корсаков. Строежът на сградата като „Паметник на Българската екзархия“ и здание за Висше богословско училище започва с обявяването независимостта на България през 1908 и е завършен през 1914 г., но довършителните работи и стенописването продължават до есента на 1923 г. Проектът е на виенския архитект Фридрих Грюнангер. Тук от самото си създаване през 1923 г. се помещава Богословският факултет. По архитектурен стил и украса сградата интерпретира образците на старото българско архитектурно изкуство. Керамична украса с декоративни плочки по корнизите и прозорците, както и разноцветни медальони и каменна резба образуват фриз в горния край на фасадите ѝ. Над главния вход е изпълнено пано от художника Никола Ганушев – „Учредяване на Българската екзархия през 1870 г.“. За фреската са платени фантастичните тогава 110 000 лв. Под нея са 2 големи и 8 малки медальона и още 4 такива на западната фасада с образите на светите братя Кирил и Методий, св. Цар Борис I, св. Климент Охридски, Черноризец Храбър, св. Патриарх Евтимий, Паисий Хилендарски, Софроний Врачански, Неофит Рилски, Гаврил Кръстевич и други просветители, църковни дейци и радетели за Българската Екзархия. Стойността на сградата в крайна сметка възлиза на около 700 000 лева, колосална за времето си сума.
При англо-американските бомбардировки на София на 10 януари и на 30 март 1944 г. комплексът на Богословския факултет и Църковния историко-археологически музей при Св. Синод, помещаващ се в него, е варварски ударен с фугасни и запалителни бомби. При бомбардировката на 10 януари 1944 г. напълно е унищожена новата четириетажна сграда на Библиотеката Софийската митрополия с цялата ценната сбирка, съхранявана в нея, и е засегната сградата на факултета, която най-тежко пострадва от англо-американските бомби на 30 март 1944 г., когато изгаря куполът ѝ и е унищожено централното пано с учредяването на Българската екзархия, които не са възстановени. Тогава е срината и съседната средновековна българска църква „Св. Николай“.
В сградата-паметник и днес се намират Богословският факултет на Университета, библиотеката и Църковният историко-археологически музей. През 1978 г. е изографисан параклисът, посветен на патрона на Софийския университет св. Климент Охридски. Стенописите са дело на художника Николай Ростовцев – руснак, роден в Полша, участвал в гражданската война през 1917 г. и емигрирал с белогвардейските части през 1921 г., завършил Художествената академия в България през 30-те години на ХХ век.

## Катедри
- „Библеистика“
- „Историческо богословие“
- „Систематическо богословие“
- „Практическо богословие“